# 地方競馬規則
地方競馬規則（ちほうけいばきそく、1927年8月27日農林・内務省令）とは戦前の日本における地方競馬に関する法令である。1939年4月7日に軍馬資源保護法の制定に伴い、昭和14年12月27日農林省、内務省令第1号で廃止され、地方競馬は「軍用保護馬鍛錬競走」へと移行した。

## 内容
- 旧競馬法に基づく公認競馬を除き、競馬を開催するには地方長官の許可が必要（それまでは祭典競馬については除外されていた）。
- 競馬の主催者は畜産組合、畜産組合連合会、または馬匹改良を目的とする団体。
- 畜産組合、畜産組合連合会が主催者である場合には投票権付入場券の発売が許可される。
- 都道府県ごとに競馬場の数、1競馬場ごとの1年間の開催日数、競馬場の規模など競馬施行の要件についてさまざまな規定がおかれた。